# 小行星2662
小行星2662（2662 Kandinsky）是一颗围绕太阳公转的小行星。1960年9月24日，C. J. 万·豪敦、I. 万·豪敦-格勒内费尔德、T. 赫雷爾斯在帕洛马山发现了此天体。
該小行星以俄羅斯畫家瓦西里·康丁斯基命名。
这颗小行星的绝对星等为100.2161994719139等。